# مردان مردآمیز
مردان مردآمیز، مردانی که با مردان آمیزش می‌کنند (به انگلیسی: Men who have sex with men) یا ام‌اس‌ام (به انگلیسی: MSM) به مردانی می‌گویند که با همجنسان خود رابطه جنسی دارند.
هویت جنسی تعداد زیادی از مردان به عنوان همجنس‌گرایی، دوجنس‌گرایی یا دگرجنسگرایی مشخص نمی‌شود (یا به دلایلی نمی‌تواند مشخص شود).
این واژه در دهه ۱۹۹۰ به جهت مطالعه همه‌گیرشناسی بر روی مردانی که (صرف نظر از گرایش جنسی‌شان) با همجنسان خود رابطه جنسی دارند به وجود آمد.

محدودیت اهدای خون برای مردانی که با مردان دیگر رابطه جنسی دارند.

در بسیاری از کشورها برای مردانی که با همجنسان خود رابطه جنسی دارند محدودیت‌هایی برای اهدای خون قائل می‌شوند که در زیر فهرستی از کشورهایی که این محدودیت را دارند نشان داده شده‌است:
| کشور                | محدودیت برای جامعه MSM | محدودیت برای زنان شریک جنسی MSM | منابع                      |
| ------------------- | ---------------------- | ------------------------------- | -------------------------- |
| الجزایر             | همیشگی                 |                                 |                            |
| آرژانتین            | ۱ سال                  |                                 | [ ۲ ]                      |
| استرالیا            | ۱ سال                  | ۱ سال                           | [ ۴ ]                      |
| اتریش               | همیشگی                 |                                 | [ ۵ ]                      |
| بلژیک               | همیشگی                 |                                 | [ ۶ ]                      |
| برزیل               | ۱ سال                  |                                 |                            |
| کانادا              | ۵ سال                  | ۱ سال                           | [ ۷ ]                      |
| شیلی                | بدون محدودیت           | بدون محدودیت                    | [ ۸ ]                      |
| چین                 | همیشگی                 |                                 | [ ۹ ]                      |
| کرواسی              | همیشگی                 |                                 | [ ۱۰ ]                     |
| جمهوری چک           | ۱ سال                  | ۱ سال                           | [ ۱۱ ]                     |
| دانمارک             | همیشگی                 |                                 |                            |
| استونی              | همیشگی                 |                                 |                            |
| فنلاند              | ۱ سال                  |                                 | [ ۱۲ ]                     |
| فرانسه              | همیشگی                 |                                 |                            |
| آلمان               | همیشگی                 |                                 | [ ۱۳ ]                     |
| انگلستان            | ۱ سال                  |                                 | [ ۱۴ ]                     |
| یونان               | همیشگی                 |                                 |                            |
| هنگ کنگ             | همیشگی                 |                                 | [ ۱۵ ]                     |
| مجارستان            | ۱ سال                  |                                 | [ ۲ ]                      |
| ایسلند              | همیشگی                 |                                 |                            |
| جمهوری ایرلند       | همیشگی                 |                                 |                            |
| اسرائیل             | همیشگی                 |                                 | [ ۱۶ ]                     |
| ایتالیا             | بدون محدودیت           | بدون محدودیت                    | [ ۲ ]                      |
| ژاپن                | ۱ سال                  |                                 | [ ۲ ]                      |
| مالت                | همیشگی                 |                                 |                            |
| مکزیک               | بدون محدودیت           | بدون محدودیت                    | [ ۱۷ ]                     |
| هلند                | همیشگی                 |                                 | [ ۱۸ ]                     |
| نیوزیلند            | ۵ سال                  | ۱ سال                           | [ ۲ ] [ ۱۹ ]               |
| ایرلند شمالی        | همیشگی                 |                                 | [ ۲۰ ]                     |
| نروژ                | همیشگی                 |                                 |                            |
| لهستان              | بدون محدودیت           | بدون محدودیت                    | [ ۲ ] [ ۲۱ ] [ ۲۲ ] [ ۲۳ ] |
| پرتغال              | بدون محدودیت           | بدون محدودیت                    | [ ۲۴ ]                     |
| فیلیپین             | همیشگی                 |                                 |                            |
| روسیه               | بدون محدودیت           | بدون محدودیت                    | [ ۲۵ ] [ ۲۶ ]              |
| آفریقای جنوبی       | ۶ ماه                  |                                 | [ ۲ ]                      |
| اسلوونی             | همیشگی                 |                                 | [ ۲۷ ]                     |
| اسپانیا             | بدون محدودیت           | بدون محدودیت                    | [ ۲ ]                      |
| سوئد                | ۱ سال                  |                                 | [ ۲۸ ]                     |
| سوئیس               | همیشگی                 |                                 |                            |
| تایلند              | همیشگی                 |                                 | [ ۲۹ ]                     |
| ترکیه               | همیشگی                 |                                 |                            |
| ایالات متحده آمریکا | ۱ سال                  | ۱ سال                           | [ ۲ ]                      |
| اروگوئه             | بدون محدودیت           | بدون محدودیت                    | [ ۲ ]                      |
| ونزوئلا             | همیشگی                 | بدون محدودیت                    |                            |